# Stentor coeruleus
Espèce
Stentor coeruleus est une espèce de ciliés de la famille des Stentoridae ; sa grande taille et sa couleur sont caractéristiques.

## Description
La taille de cet eucaryote unicellulaire varie de 500 à 2 000 µm. Sa couleur caractéristique bleu-vert est due à la présence d'un pigment, la stentorine.
Il se fixe par le pied et se nourrit de particules en suspension qui vont de la bactérie à des organismes plus grands (algues unicellulaires ou autres ciliés). Les particules sont dirigées par les cils qui entourent sa « bouche » ou cytostome.

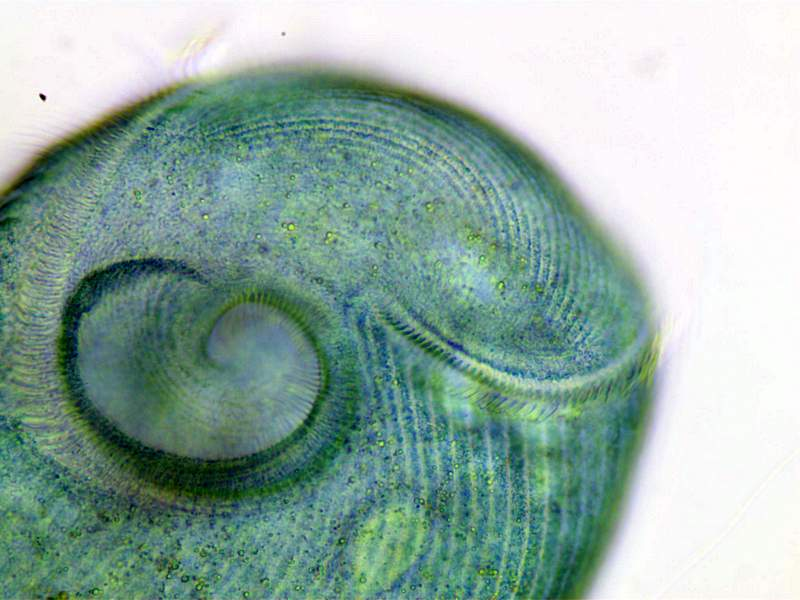
Bouche du Stentor coeruleus, grossie 400 fois.

Une fois fixé à son emplacement, il a une forme de trompette. Il peut nager pour changer d'endroit et se fixer à nouveau. Il se contracte parfois fortement sous l'influence de la lumière ou de vibrations. Son noyau en chapelet est caractéristique de son espèce.

## Reproduction
Il se reproduit par scissiparité ou par conjugaison.

## Habitat
Stentor coeruleus vit dans les eaux douces stagnantes. Il apparait souvent à l'automne quand les feuilles d'arbres pourrissent dans les flaques d'eau ou les mares.